# Gaberšček
Gaberšček je priimek več znanih Slovencev:
- Josip (Pepe) Gab(e)ršček (1898—1948), urednik, obveščevalec, politik, žrtev povojnega procesa v Bgd
- Miran Gaberšček (*1962), kemik?, raziskovalec na področju materialov
- Silvester Gaberšček (*1952), etnolog, strokovnjak za ohranjanje dediščine, državni funkcionar
- Simona Gaberšček, zdravnica endokrinologinja